# Università Renmin di Cina

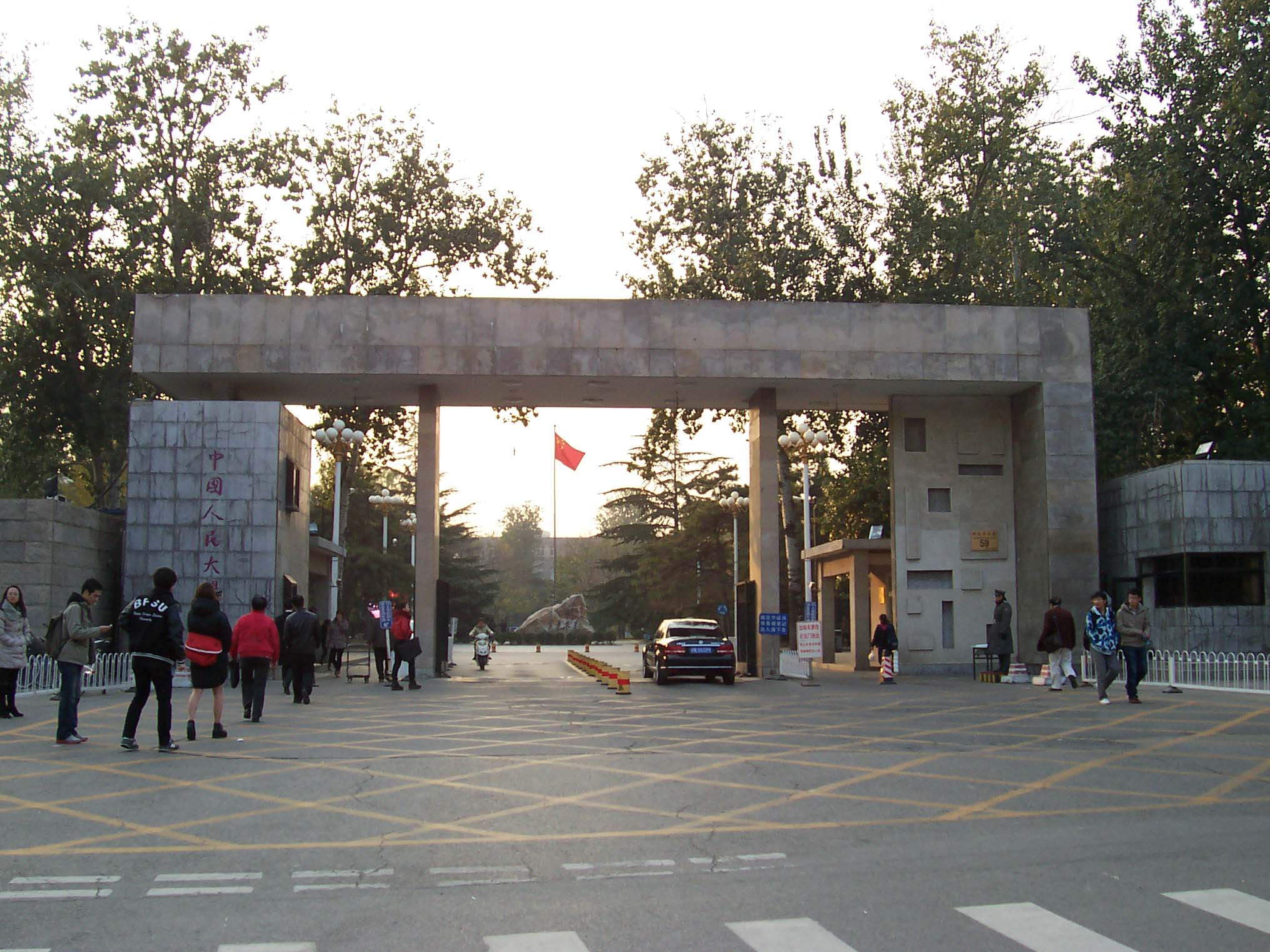
Entrata dell'università

L'Università Renmin di Cina (in cinese 中国人民大学S, Zhōngguó Rénmín DàxuéP) è un'università situata nel distretto di Haidian a Pechino. Fondata dal Partito Comunista Cinese, è stata classificata come università di Classe A.

## Storia
Le origini dell'Università Renmin risalgono alla Shanbei Public School, fondata nel 1937 che è stata poi ribattezzata North China United University e successivamente North China University.